# 합천 대동사지 석조여래좌상
합천 대동사지 석조여래좌상(陜川 大同寺址 石造如來坐像)은 대한민국 경상남도 합천군 대양면 백암리에 있는 석조여래좌상이다. 1972년 2월 12일 경상남도의 유형문화재 제42호로 지정되었다.

## 개요
경상남도 합천군 대양면의 대동사 절터에 있는 불상으로 8각의 연꽃무늬 대좌 위에 앉아 있으며 얼굴 부분의 마멸이 심하지만 전체적인 보존 상태는 양호한 편이다.
머리에는 상투 모양의 머리묶음이 높이 솟아 있고, 옷은 양 어깨를 감싸고 있다. 가슴은 넓게 트여 있고, 상체에서부터 흘러내린 옷주름은 무릎을 감싸고 있다. 손모양은 오른손을 무릎 위에 올리고 손끝이 아래를 향하고 있는 모습으로 땅속의 악귀를 물리친다는 의미를 지닌 항마촉지인(降魔觸地印)이다.
대좌는 상·중·하대를 갖추고 있는데, 상대에는 연꽃이 핀 모양을 하대에는 연꽃이 엎어진 모양을 조각하였다. 중대의 8면에는 각각 갑옷을 입고 투구를 쓰고 있는 신장상(神將像)을 새겨 넣었다.
근처에 있는 석등의 양식으로 볼 때 통일신라시대에 만들어진 것으로 추정된다.

## 같이 보기
- 대동사지
- 합천 백암리 석등

## 참고 문헌
- 합천 대동사지 석조여래좌상 - 국가유산청 국가유산포털